# 完全变态

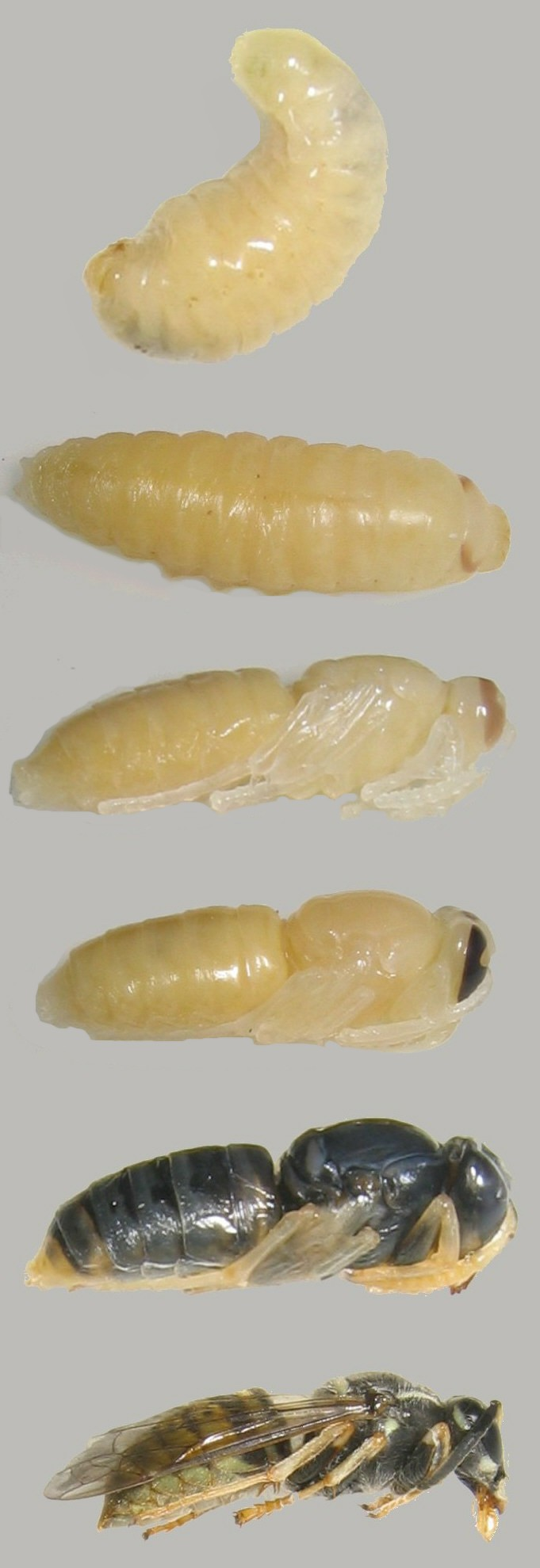
昆蟲（黃蜂）的全生命階段。 卵沒有顯示。 第三、第四和第五幅圖像描繪了不同年齡的蛹。

全变态（holometabolism）或完全变态（complete metamorphosis），又称间接变态（indirect metamorphosis），是昆蟲發育的一種類型，指有翅昆虫内生翅类，在生命周期中经历的卵、幼虫、蛹和成虫四个不同虫态的“四阶变态”发育过程。
幼虫和成虫形态不同，生活方式和生活环境也不一致。虫体自卵孵化后，从幼虫到成虫要经过一个蛹期（这在不完全变态中没有的），在蛹期体内进行剧烈的组织和器官的改造过程，蛹期过后，成虫破蛹而出。
大多数翅亚纲的内生翅类昆虫属于此种变态类型，如各种甲虫、蝶、蛾、蜂、蟻类和蚊、蝇类等。
已知之現存的昆蟲中，45%-60%具有完全變態現象。有完全變態現象的種類，稚蟲與成蟲常常具有不同的生態利基。據信這就是此類昆蟲在型態與生理學上，具有非比尋常之演化多樣性的重要因素。

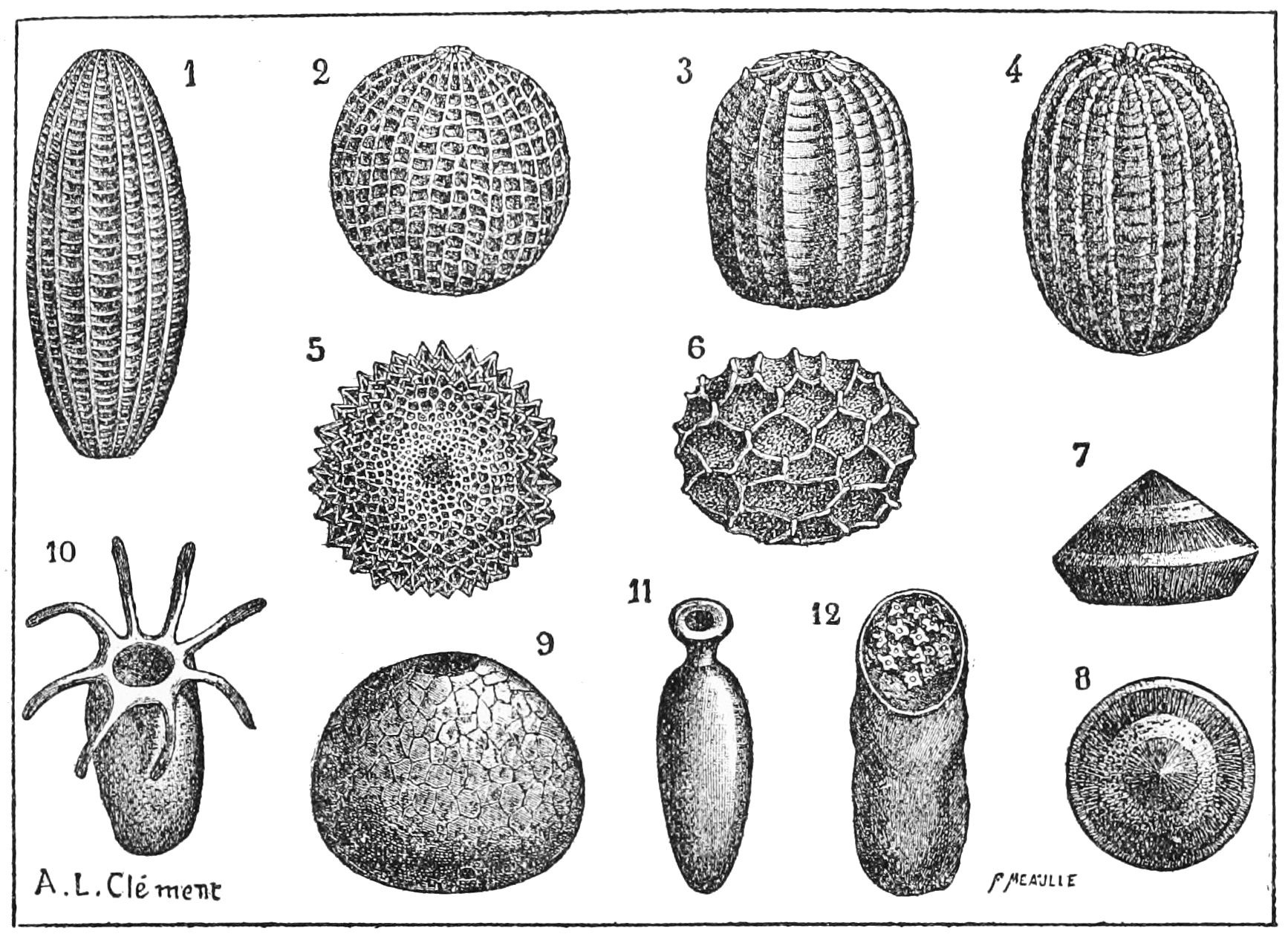
各種昆蟲卵。

依據最新的種源重建結果，具有完全變態現象的昆蟲為單系群。這顯示完全變態現象在演化過程中只發生了一次。化石證據顯示有翅昆蟲於古生代開始出現；石炭紀的化石顯示當時的有翅昆蟲種類已有相當的多樣性，且無翅亞綱與古代的有翅昆蟲完全沒有變態現象。到了石炭紀末期與二疊紀，大多數有翅亞綱昆蟲出現胚胎後的發育，包括不同的若蟲與成蟲階段——也就是已經演化出完全變態現象。最早被認為有完全變態現象的昆蟲化石屬於二疊紀。最保守的理論是，完全變態乃來自於不完全變態的祖先。